# Hydraena knischi
Hydraena knischi är en skalbaggsart som beskrevs av Armand D'Orchymont 1928. Hydraena knischi ingår i släktet Hydraena och familjen vattenbrynsbaggar. Inga underarter finns listade i Catalogue of Life.